# Pomasia moniliata
Pomasia moniliata är en fjärilsart som beskrevs av W. Warren 1893. Pomasia moniliata ingår i släktet Pomasia och familjen mätare. Inga underarter finns listade i Catalogue of Life.